# Dresdner Striezelmarkt

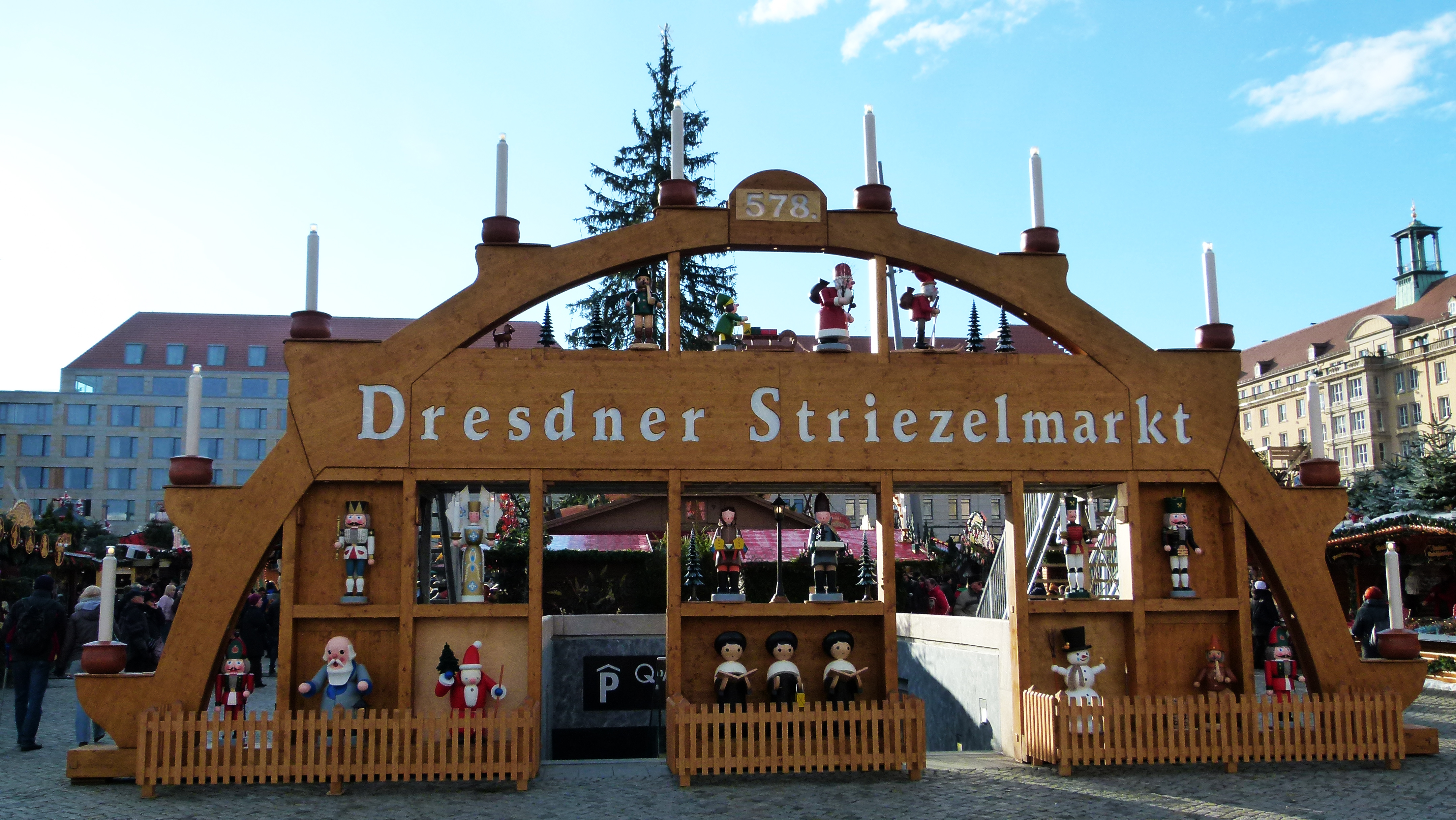
578. Dresdner Striezelmarkt 2012

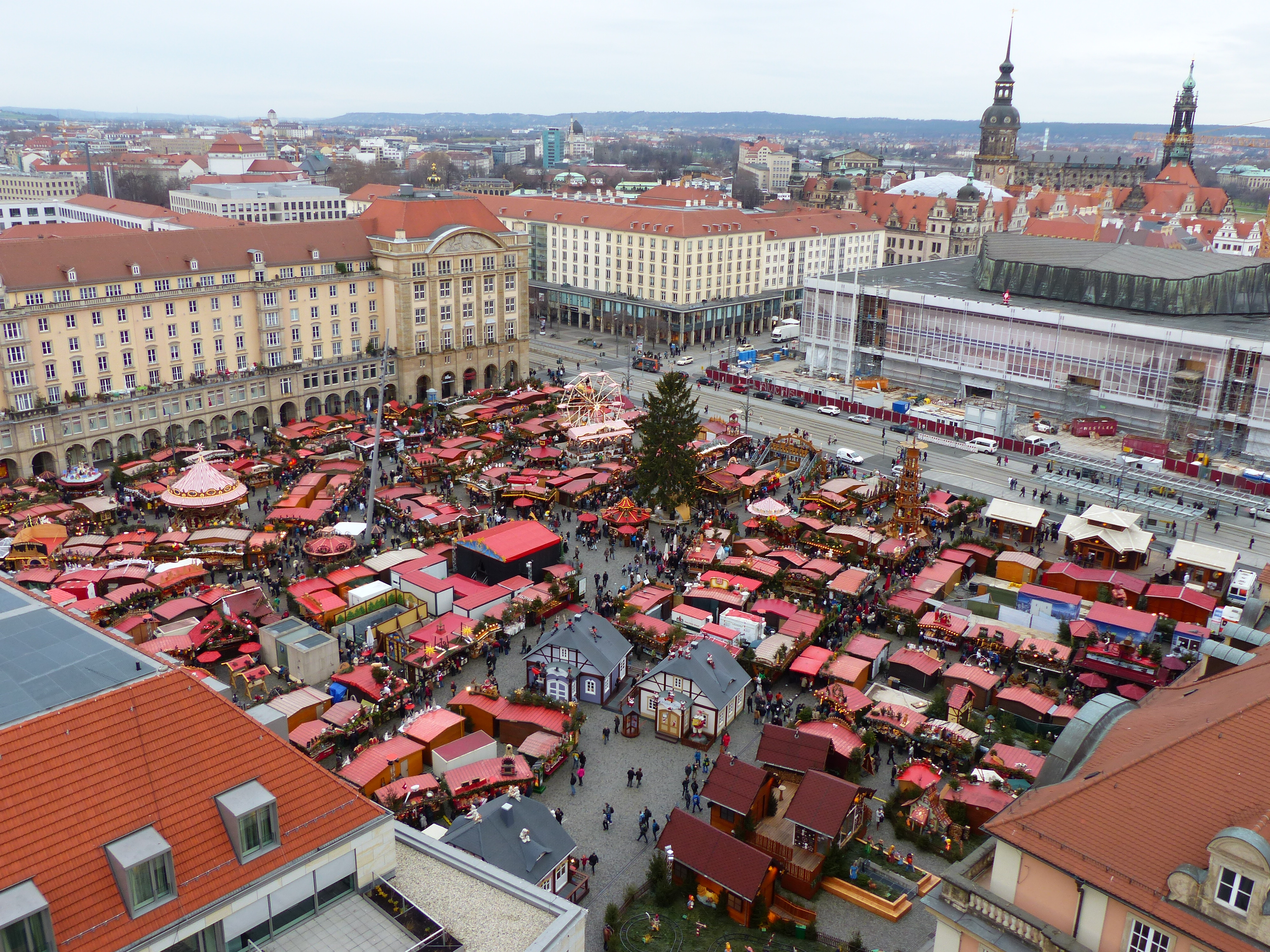
Výhled na Striezelmarkt z věže kostela sv. Kříže

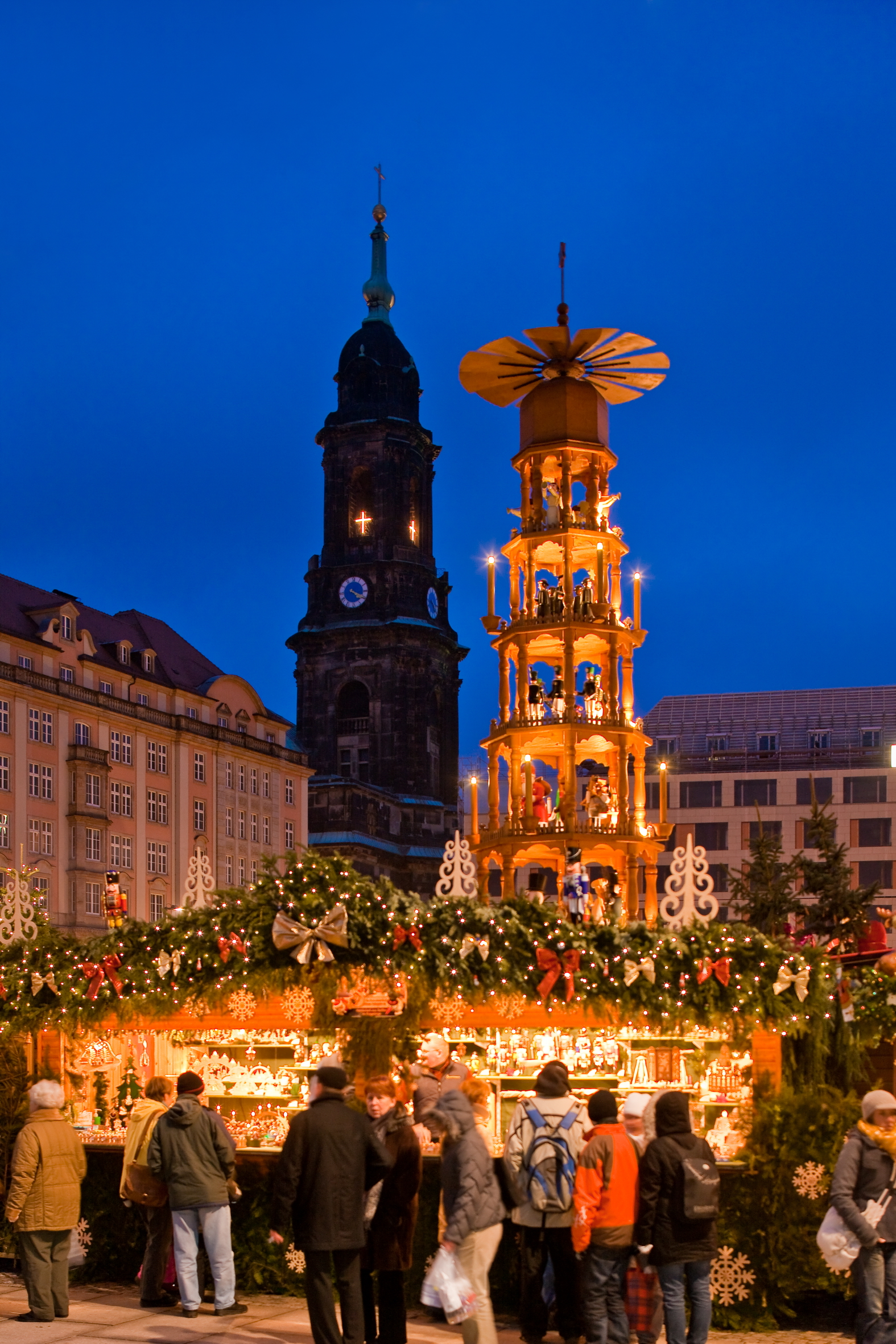
Krušnohorská stupňovitá pyramida, největší na světě

Drážďanský Striezelmarkt je jedním z nejstarších vánočních trhů v Německu. Pravidelně se koná v saských Drážďanech na Altmarktu v době adventu, a to už od roku 1434. V pořadí 585. Striezelmarkt probíhal od 27. listopadu do 24. prosince 2019.
Název "Striezelmarkt" má původ ve slavné drážďanské štole, které se ve střední hornoněmčině říká Strunzel nebo Striezel. Striezelmarkt každoročně přiláká asi 2,5 milionu návštěvníků. Na trhu nabízí své výrobky asi 230 obchodníků, 80 procent je přímo ze Saska.

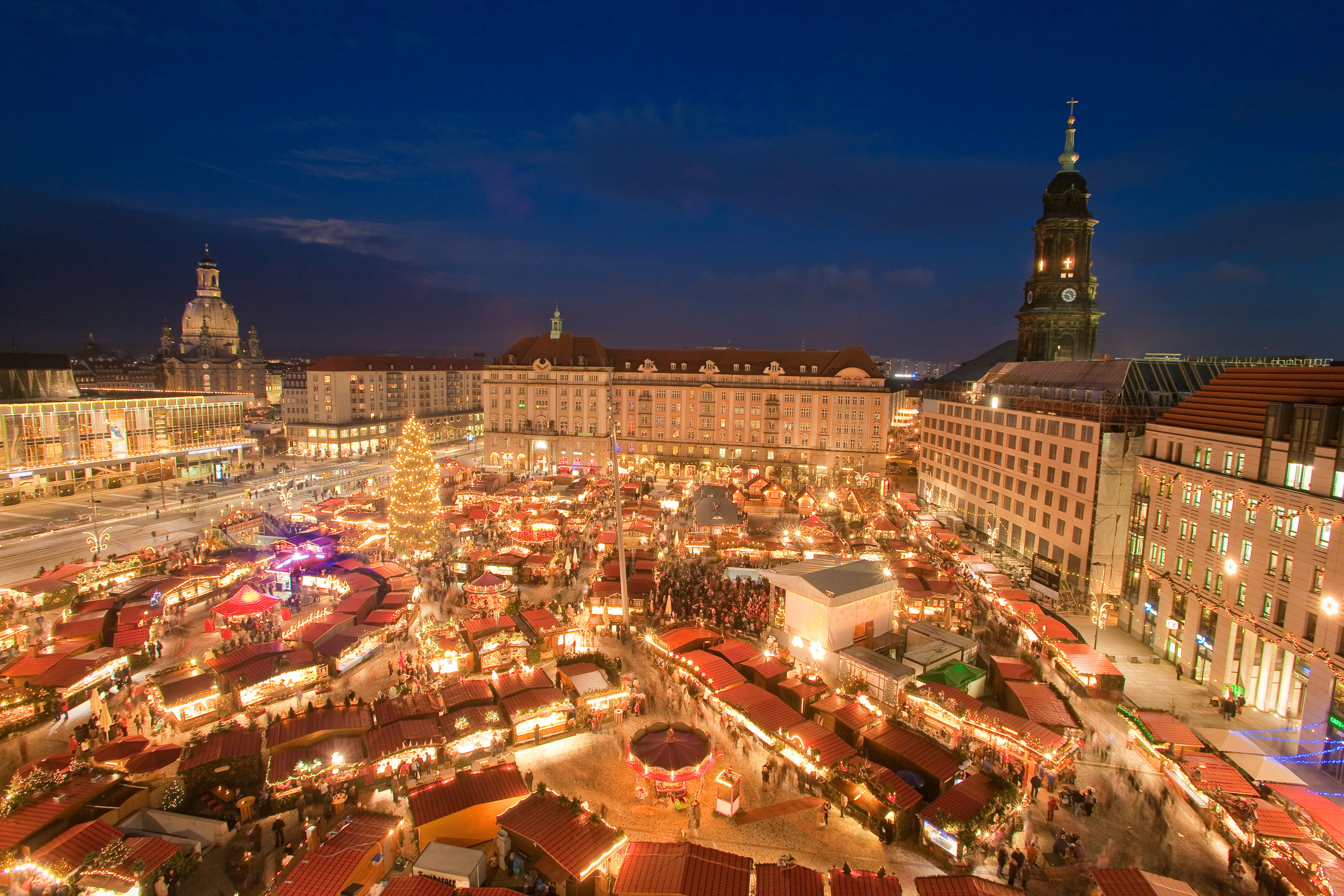
Striezelmarkt shora
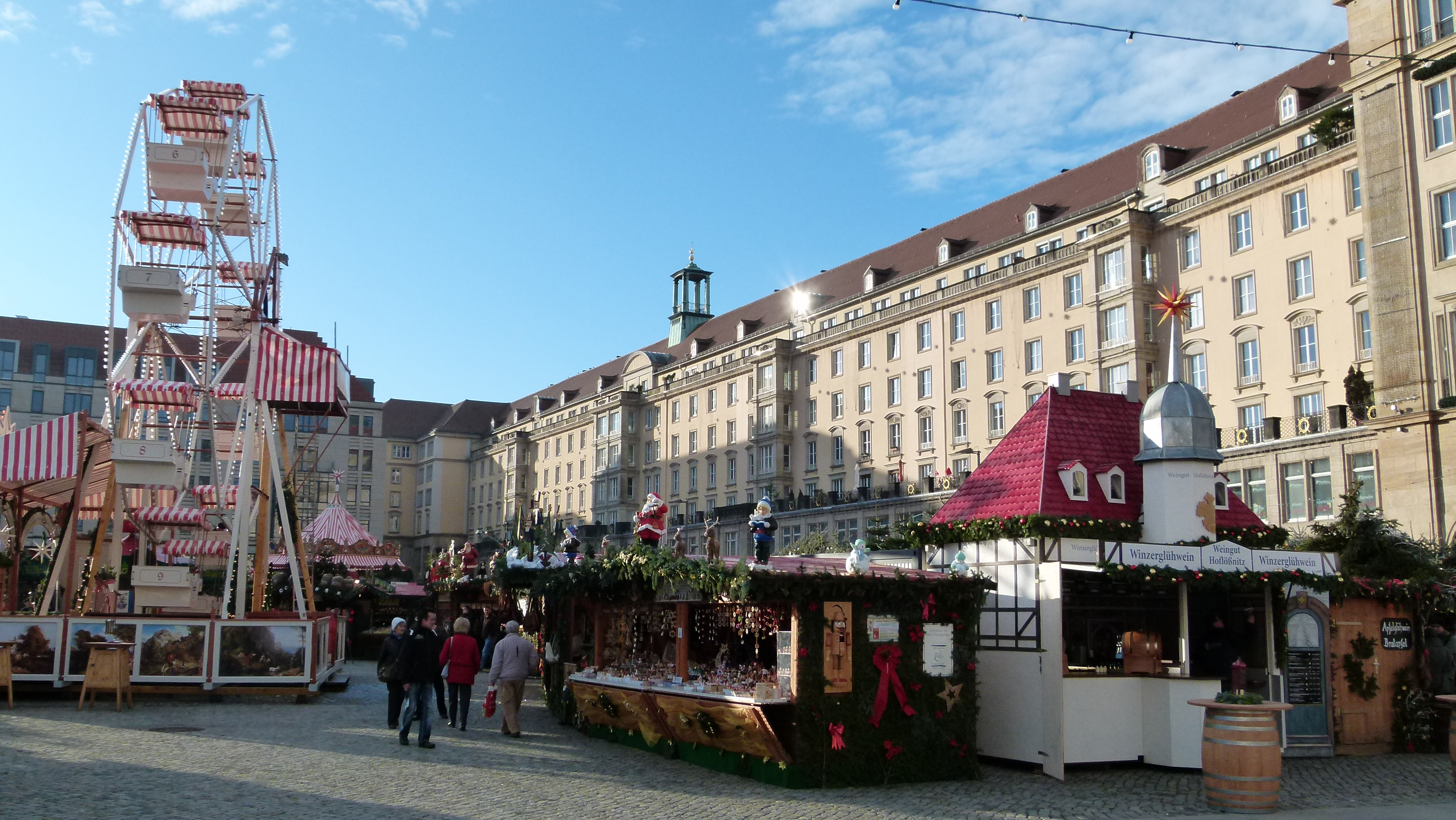
578. Striezelmarkt s ruským kolem a replikou Hoflößnitz

## Trhy v okolí
V bezprostřední blízkosti drážďanského Striezelmarktu se nachází několik dalších trhů, jako jsou stánky na Prager Strasse, hlavní spojnici vlakového nádraží a centra města, nebo vánoční trh "Advent na Neumarktu" před kostelem Frauenkirche. Trh se středověkou atmosférou lze nalézt na nádvoří zámku Stallhof.